# Ricardo Bóvio
Ricardo Bóvio de Souza, né le 17 janvier 1982 à Campos dos Goytacazes, Brésil, est un footballeur brésilien, évoluant au poste de milieu de terrain. 

Après la résiliation de son contrat avec le club de Málaga, il s'est engagé en décembre 2007 avec le club sicilien de Catane.

## Carrière
| Saison      | Club                          | Pays    | Championnat | Championnat | Championnat | Championnat  | Championnat  |
| Saison      | Club                          | Pays    | Division    | Matchs      | Buts        | Cartons      | Cartons      |
| ----------- | ----------------------------- | ------- | ----------- | ----------- | ----------- | ------------ | ------------ |
| Saison      | Club                          | Pays    | Division    | Matchs      | Buts        | Carton jaune | Carton rouge |
| 2001 - 2001 | CR Vasco da Gama              | Brésil  | Division 1  | 15          | 2           | ?            | ?            |
| 2002 - 2002 | CR Vasco da Gama              | Brésil  | Division 1  | -           | -           | ?            | ?            |
| 2003 - 2003 | FK Tchernomorets Novorossiysk | Russie  | Division 1  | 15          | -           | ?            | ?            |
| 2004 - 2004 | Santos FC                     | Brésil  | Division 1  | 25          | -           | ?            | ?            |
| 2005 - 2005 | Santos FC                     | Brésil  | Division 1  | 14          | -           | ?            | ?            |
| 2005 - 2006 | Málaga CF                     | Espagne | Ligue 1     | 17          | 1           | 6            | 0            |
| 2006 - 2007 | Panathinaïkos (en prêt)       | Grèce   | Division 1  | ?           | ?           | ?            | ?            |
| 2007-2008   | Calcio Catane                 | Italie  | Serie A     | ?           | ?           | ?            | ?            |

## Palmarès
- Championnat du Brésil (1) :
  - Champion : 2002